# أشباه دقيقات الأرجل
أشباه دقيقات الأرجل (الاسم العلمي: Leptopodomorpha)، هي دون رتبة من حشرات نصفيات الأجنحة (البق الحقيقي).
تحتوي على أكثر من 380 نوعًا. تسمى هذه الحشرات الصغيرة أيضًا بق الساحل، أو بقيات الساحل الشوكية. تعيش هذه الحشرات وسط منطقة الجزر، وبالقرب من الجداول والبحيرات. وتضم أربع فصائل، وأكبرها السالديات (Saldidae) بحوالي 350 نوعًا، مقارنة بدقيقات الأرجل التي تضم حوالي 30 نوعًا، وتضم فصيلة العُمانيات (Omaniidae) خمسة أنواع وفصيلة متساوية الملامس (Aepophilidae) نوع واحد فقط. تُعرف السالديات على وجه الخصوص بقدرتها على القفز.